# جوليانا باغوت
جوليانا باغوت (بالإنجليزية: Julianna Baggott)‏ (30 سبتمبر 1969، ويلمنغتون في الولايات المتحدة)؛ شاعرة، كاتِبة، أستاذة جامعية وروائية أمريكية.

## روابط خارجية
- جوليانا باغوت على موقع IMDb (الإنجليزية)